# Soledad Bengoechea de Carmena
Soledad Bengoecha Gutiérrez, coneguda com a Soledad Bengoecha de Carmena, (Madrid, 21 de març de 1849 – Ibídem, 15 d'octubre de 1894) fou una pianista i compositora espanyola, i ocasional directora d'orquestra.
Va estudiar música amb Juan Ambrosio Arriola, Jesús Monasterio i Nicolás Rodríguez Ledesma. Es va casar amb Carlos Carmena y de Arizmendi, i a partir del seu matrimoni va passar a ser coneguda com a Soledad Bengoecha de Carmena. Va morir a Madrid, segons els diaris d'una aguda penosa malaltia, el dia 15 d'octubre de 1894.

## Obres
Va compondre música per a orquestra, cors, i sarsueles.
- Scherzo para piano (1867), Medalla de Plata a l'Exposició Universal de París (1867).
- Misa en Si bemol major (1867), estrenada a l'Església dels Carmelitas Calzados de Madrid, amb la direcció d'orquestra a càrrec de la compositora[5][6]
- Sybille, obertura (1875)
- Flor de los cielos, sarsuela en un acte i en vers amb texts de Narciso Sáenz-Díaz Serra (estrenada al Teatre de la Zarzuela de Madrid el 5 d'abril de 1874)[7]
- El gran día, sarsuela en un acte i en vers amb texts de Narciso Sáenz-Díez Serra (estrenada al Teatre de la Zarzuela de Madrid el 5 d'abril de 1894)[8]
- A la fuerza ahorcan, sarsuela en tres actes i en vers amb texts de Juan de la Puerta Vizcaíno (estrenada al Teatre de la Zarzuela de Madrid el 6 de març de 1876)[9]
- Marcha triunfal (1881)[10]